# Schi alpin la Jocurile Olimpice de iarnă din 1960
Jocurile Olimpice de iarnă din 1960, de  schi alpin au avut loc în Squaw Valley, California, SUA. Primii trei clasați la coborâri, slalom uriaș și slalom au primit pe lângă medalia de campioni olimpici și medalia de campioni mondiali. Nu s-au acordat medalii olimpice la combinata alpină, ci doar medalii de campioni mondiali.

## Bărbați

### Coborâri
| Locul | Țara | Sportiv           | Timp       |
| ----- | ---- | ----------------- | ---------- |
| 1     | FRA  | Jean Vuarnet      | 2:06,0 min |
| 2     | GER  | Hans-Peter Lanig  | 2:06,5 min |
| 3     | FRA  | Guy Périllat      | 2:06,9 min |
| 4     | SUI  | Willy Forrer      | 2:07,8 min |
| 5     | SUI  | Roger Staub       | 2:08,9 min |
| 6     | ITA  | Bruno Alberti     | 2:09,1 min |
| 7     | AUT  | Karl Schranz      | 2:09,2 min |
| -     | -    | -                 | -          |
| 9     | GER  | Willy Bogner      | 2:09,7 min |
| 10    | AUT  | Egon Zimmermann I | 2:09,8 min |
| 11    | GER  | Ludwig Leitner    | 2:10,2 min |
| 13    | SUI  | Jakob Arduser     | 2:10,9 min |
| 15    | AUT  | Josef Stiegler    | 2:13,1 min |
| 16    | GER  | Eberhard Riedel   | 2:13,3 min |
| 19    | AUT  | Andreas Molterer  | 2:15,1 min |
| 20    | SUI  | Nando Pajarola    | 2:15,4 min |
| 41    | LIE  | Adolf Fehr        | 2:27,4 min |
| 49    | LIE  | Silvan Kindle     | 2:29,4 min |
|       | LIE  | Hermann Kindle    | 2:29,4 min |

### Slalom uriaș
| Locul | Țara | Sportiv            | Timp       |
| ----- | ---- | ------------------ | ---------- |
| 1     | SUI  | Roger Staub        | 1:48,3 min |
| 2     | AUT  | Josef Stiegler     | 1:48,7 min |
| 3     | AUT  | Ernst Hinterseer   | 1:49,1 min |
| 4     | USA  | Thomas Corcoran    | 1:49,7 min |
| 5     | ITA  | Bruno Alberti      | 1:50,1 min |
| 6     | FRA  | Guy Périllat       | 1:50,7 min |
| 7     | AUT  | Karl Schranz       | 1:50,8 min |
| -     | -    | -                  | -          |
| 12    | AUT  | Andreas Molterer   | 1:51,6 min |
| 13    | GER  | Hans-Peter Lanig   | 1:51,9 min |
| 15    | GER  | Fritz Wagnerberger | 1:52,5 min |
| 18    | FRG  | Ludwig Leitner     | 1:53,6 min |
| 20    | SUI  | Willy Forrer       | 1:53,9 min |
| 22    | SUI  | Fredy Brupbacher   | 1:55,0 min |
| 25    | SUI  | Nando Pajarola     | 1:56,2 min |
| 39    | LIE  | Silvan Kindle      | 2:08,9 min |
| 40    | LIE  | Hermann Kindle     | 2:11,7 min |
| 43    | LIE  | Adolf Fehr         | 2:13,3 min |

### Slalom
| Locul | Țara | Sportiv           | Timp       |
| ----- | ---- | ----------------- | ---------- |
| 1     | AUT  | Ernst Hinterseer  | 2:08,9 min |
| 2     | AUT  | Mathias Leitner   | 2:10,3 min |
| 3     | FRA  | Charles Bozon     | 2:10,4 min |
| 4     | GER  | Ludwig Leitner    | 2:10,5 min |
| 5     | AUT  | Josef Stiegler    | 2:11,1 min |
| 6     | FRA  | Guy Périllat      | 2:11,8 min |
| 7     | GER  | Hans-Peter Lanig  | 2:14,3 min |
| -     | -    | -                 | -          |
| 10    | GER  | Sepp Behr         | 2:16,0 min |
| 15    | SUI  | Adolf Mathis      | 2:23,5 min |
| 21    | LIE  | Silvan Kindle     | 2:30,7 min |
| 27    | LIE  | Hermann Kindle    | 2:45,7 min |
| 31    | SUI  | Georges Schneider | 2:52,7 min |

### (Combinat)
| Locul | Țara | Sportiv          | Puncte |
| ----- | ---- | ---------------- | ------ |
| 1     | FRA  | Guy Périllat     | 3,98   |
| 2     | FRA  | Charles Bozon    | 5,52   |
| 3     | GER  | Hans-Peter Lanig | 5,66   |
| 4     | AUT  | Josef Stiegler   | 6,75   |
| 5     | GER  | Ludwig Leitner   | 8,00   |
| 6     | ITA  | Paride Milianti  | 8,22   |

## Femei

### Coborâri
| Locul | Țara | Sportiva            | Timp       |
| ----- | ---- | ------------------- | ---------- |
| 1     | GER  | Heidi Biebl         | 1:37,6 min |
| 2     | USA  | Penny Pitou         | 1:38,6 min |
| 3     | AUT  | Traudl Hecher       | 1:38,9 min |
| 4     | ITA  | Pia Riva            | 1:39,9 min |
| 5     | ITA  | Jerta Schir         | 1:40,5 min |
| 6     | GER  | Anneliese Meggl     | 1:40,8 min |
| 7     | GER  | Sonja Sperl         | 1:41,0 min |
| 8     | AUT  | Erika Netzer        | 1:41,1 min |
| 9     | SUI  | Yvonne Rüegg        | 1:41,6 min |
| -     | -    | -                   | -          |
| 11    | GER  | Barbara Henneberger | 1:42,4 min |
| 26    | SUI  | Margrit Gertsch     | 1:50,4 min |
| 35    | SUI  | Liselotte Michel    | 2:01,0 min |
| 39    | AUT  | Josefa Frandl       | 2:11,6 min |

### Slalom uriaș
| Locul | Țara | Sportiva                | Timp       |
| ----- | ---- | ----------------------- | ---------- |
| 1     | SUI  | Yvonne Rüegg            | 1:39,9 min |
| 2     | USA  | Penny Pitou             | 1:40,0 min |
| 3     | ITA  | Giuliana Chenal Minuzzo | 1:40,2 min |
| 4     | USA  | Betsy Snite             | 1:40,4 min |
| 5     | GER  | Anneliese Meggl         | 1:40,7 min |
|       | ITA  | Carla Marchelli         | 1:40,7 min |
| -     | -    | -                       | -          |
| 9     | AUT  | Hilde Hofherr           | 1:41,9 min |
|       | GER  | Sonja Sperl             | 1:41,9 min |
| 14    | SUI  | Liselotte Michel        | 1:42,5 min |
| 15    | GER  | Barbara Henneberger     | 1:42,6 min |
| 21    | AUT  | Josefa Frandl           | 1:45,7 min |
| 23    | SUI  | Annemarie Waser         | 1:46,0 min |
| 25    | AUT  | Traudl Hecher           | 1:46,7 min |
| 37    | GER  | Heidi Biebl             | 2:01,5 min |

### Slalom
| Locul | Țara | Sportiva            | Timp       |
| ----- | ---- | ------------------- | ---------- |
| 1     | CAN  | Anne Heggtveit      | 1:49,6 min |
| 2     | USA  | Betsy Snite         | 1:52,9 min |
| 3     | GER  | Barbara Henneberger | 1:56,6 min |
| 4     | FRA  | Thérèse Leduc       | 1:57,4 min |
| 5     | SUI  | Liselotte Michel    | 1:58,0 min |
|       | AUT  | Hilde Hofherr       | 1:58,0 min |
| -     | -    | -                   | -          |
| 8     | GER  | Sonja Sperl         | 1:58,8 min |
| 13    | GER  | Anneliese Meggl     | 2:02,4 min |
| 16    | AUT  | Josefa Frandl       | 2:03,0 min |
| 21    | GER  | Heidi Biebl         | 2:06,5 min |
| 28    | SUI  | Madeleine Berthod   | 2:15,4 min |

### (Combinat)
| Locul | Țara | Sportiva            | Puncte |
| ----- | ---- | ------------------- | ------ |
| 1     | CAN  | Anne Heggtveit      | 6,96   |
| 2     | GER  | Sonja Sperl         | 10,08  |
| 3     | GER  | Barbara Henneberger | 10,80  |
| 4     | GER  | Anneliese Meggl     | 10,88  |
| 5     | FRA  | Thérèse Leduc       | 11,44  |
| 6     | ITA  | Carla Marchelli     | 11,93  |